# Illa de Tagomago
Illa de Tagomago är en ö i Spanien.   Den ligger i regionen Balearerna, i den östra delen av landet, 500 km öster om huvudstaden Madrid. Arean är 0,77 kvadratkilometer.
Terrängen på Illa de Tagomago är platt. Öns högsta punkt är 88 meter över havet. Den sträcker sig 1,1 kilometer i nord-sydlig riktning, och 1,2 kilometer i öst-västlig riktning.